# Aeroporto de Una-Comandatuba
O Aeroporto de Una-Comandatuba (IATA: UNA) é um aeroporto brasileiro, localizado no município de Una, no estado da Bahia. Localiza-se a apenas 10 minutos da ilha (de balsa).